# Antoniotto Adorno (governador de Còrsega)
Antoniotto Adorno fou un patrici genovès, governador de Riviera di Levante el 1374, governador de Còrsega el 1403. Va morir a Bonifacio el 1403.